# مارك ماسون
مارك ماسون (12 سبتمبر 1975 بليستر في المملكة المتحدة - ) (بالإنجليزية: Mark Mason)‏ هو لاعب كريكت بريطاني. لعب مع Cambridgeshire County Cricket Club ‏.